# Ludwig Joseph Gerstner
Ludwig Joseph Gerstner (* 10. Oktober 1830 in Burg Abenberg, Mittelfranken; † 20. März 1883 in Würzburg) war ein deutscher Politiker, Jurist und Professor für Staatswirtschaft.

## Leben
Gerstner studierte ab 1849 in Erlangen, promovierte 1856 in Tübingen als Doktor der Staatswissenschaft. 1857 habilitierte er sich wieder in Erlangen. Ab 1862 war er Professor der Staatswirtschaft in Würzburg. Gerstner versuchte in seinen Grundlehren der Staatsverwaltung eine organisch-christliche allgemeine Staatslehre zu entwickeln. Er sah den Staat als „Einheit und Totalität“ und „ein von Gott gewolltes, organisches Wesen, das auf einem bestimmten Territorium in einer Mehrheit von Menschen nach den Gesetzen der Natur und Freiheit in ständiger Macht und Persönlichkeit zur Erscheinung kommt und die physisch-materielle und geistlich-sittliche Vervollkommnung seiner Angehörigen unter Leitung eines höchsten obrigkeitlichen Willen nach bestimmten Normen zum Zweck hat“. Trotz der Ähnlichkeit solcher Überlegungen zu Naturrechtslehren aus dem 18. Jahrhundert befand er sich auf der Höhe seiner Zeit, wenn er wie Robert von Mohl von der Trennung von Staat und Gesellschaft, und einer Wechselwirkung zwischen Verfassung und der Verwaltung ausgeht. Sein Versuch eine Staatsverwaltungslehre als Inbegriff aller „Verwaltungslehren des materiellen Gebiets“ zu entwickeln war wiederum von Lorenz von Steins Verwaltungslehre beeinflusst.
Ab 1869 war er Mitglied des Landtags und von 1871 bis 1874 Mitglied des Reichstags für den Wahlkreis Unterfranken 6 (Würzburg) als Mitglied der Fortschrittspartei.

## Werke
- Die Grundlehren der Staatsverwaltung I. Würzburg 1862
- Das bayerische Einkommen- und Kapitalrentensteuer-Gesetz vom 31. Mai 1856. 1858
- Beitrag zur Lehre vom Capital. 1857